# Catafalco

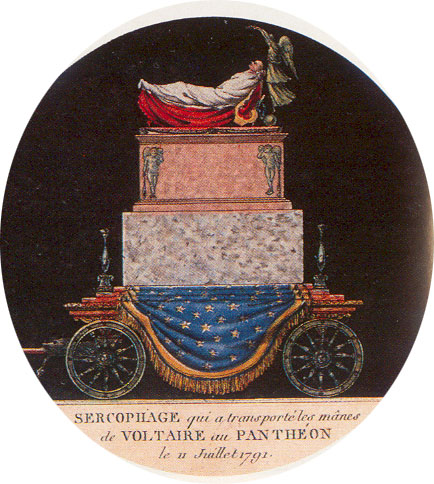
Il catafalco usato per la traslazione della salma di Voltaire al Panthéon l'11 luglio 1791.

Il catafalco è un'impalcatura in legno o altri materiali, di solito costituita da un doppio cavalletto e ricoperta di parati (generalmente drappi neri), sulla quale si pone la bara o un suo simulacro durante le cerimonie funebri e le funzioni religiose.
Anticamente, soprattutto in epoca barocca, per le cerimonie più solenni fu realizzato anche come vera e propria costruzione architettonica, talvolta progettata da noti artisti.
La parola deriva forse dal latino catafalĭcum, a sua volta composta dal greco κατά («giù, sotto») e dal latino fala («torre di legno»).

## Storia
Il catafalco è un palco rialzato simile a una piattaforma, spesso movibile, utilizzato per supportare la bara o più semplicemente il corpo di un defunto (spesso di rango) durante la cerimonia funebre cristiana o durante il rito della pubblica esposizione. Nella messa da Requiem secondo il rito romano, l'uso del catafalco era previsto anche se privo del corpo per particolari riti come nel caso della festa dei defunti.
Uno dei catafalchi più noti della storia fu quello disegnato per Michelangelo da uno dei suoi allievi nel 1564. L'uso del catafalco divenne particolarmente comune a partire dal periodo rinascimentale, ma crebbe in maniera esponenziale il suo uso presso i personaggi dell'aristocrazia e dell'alto clero a partire dal periodo barocco, quando le composizioni divennero sempre più elaborate con la presenza di sculture, fiori e candelabri, al punto da venire definito castrum doloris.
Catafalchi particolarmente elaborati e/o di grandi dimensioni vengono in genere usati nella liturgia funebre straordinaria e nelle esequie dei re e, sino a Pio XII, anche dei pontefici.

## Catafalco papale
Uno degli esempi più classici e conosciuti di catafalco è quello che veniva eretto per la cerimonia dell'ostensione pubblica e del funerale dei pontefici. Dai primi più semplici in epoca medievale, a partire dalla morte di papa Sisto V nel 1590 si iniziarono a realizzare catafalchi sempre più elaborati, decorati con stoffe nere e dorate, seguito da "confraternite, ordini religiosi, studenti dei seminari e dei collegi, orfani e mendicanti". Nel 1963, un milione di persone passò davanti al catafalco eretto nella Basilica di San Pietro a Roma in occasione della morte di papa Giovanni XXIII.

## Scultura
Lo scultore fiorentino Arnolfo di Cambio, con il mausoleo del cardinale De Braye, scolpito nel 1282 nella chiesa di San Domenico di Orvieto, inaugurò una tipologia sepolcrale usata in seguito fino al Rinascimento. La nuova caratteristica era dovuta al fatto che il catafalco era accostato alla parete ed era sormontato da un baldacchino.

## Uso metaforico
Scherzosamente si usa definire "catafalco" una struttura o ammasso di oggetti che si nota per l'eccessivo ingombro.
Ad esempio durante l'elezione del Presidente della Repubblica Italiana del 1992 sono state introdotte delle strutture in legno che fungono da cabine elettorali, con lo scopo di fornire una maggiore segretezza al voto dei grandi elettori: tali strutture furono al tempo definite spregiativamente "catafalchi" e da allora questo termine viene comunemente utilizzato per riferirsi ad esse.